# やさしい気持
「やさしい気持」（原題：Warm And Beautiful）は、1976年にウイングスが発表した楽曲。アルバム『スピード・オブ・サウンド』のクロージングナンバー。

## 概要
ポールが妻のリンダへの「”暖かく、美しい”」愛情を歌った曲。スライドギターはバンドメンバーのジミー・マカロックだが、その他のメンバーはこの曲に参加していない。ストリングスと2本のテナーホーンの奏者は不明。ポールはこの曲をアルバムからのファーストシングルにしようかと検討していたという。
1998年のクラシックアルバム『ワーキング・クラシカル』に、この曲を弦楽四重奏でアレンジしたバージョンが収録された。